# Lithophane sabinae
Lithophane sabinae är en fjärilsart som beskrevs av Charles Andreas Geyer 1834. Lithophane sabinae ingår i släktet Lithophane och familjen nattflyn. Inga underarter finns listade i Catalogue of Life.